# David Clayton-Thomas
David Clayton-Thomas (* jako David Henry Thomsett; 13. září 1941) je kanadský hudebník a zpěvák, nejvíce známý jako člen skupiny Blood, Sweat & Tears v letech 1968–1972, 1974–1981 a 1984–2004. 8. června 2010 dostal hvězdu na Canada's Walk of Fame.